# 1. deild islandzka w piłce nożnej (2018)
1. deild 2018 (znana jako Inkasso-deild karla ze względów sponsorskich) – 64. edycja 2 poziomu rozgrywek piłki nożnej na Islandii.
Brało w niej udział 12 drużyn, które w okresie od 5 maja do 22 września 2018 rozegrały 22 kolejki meczów. Promocję uzyskały ÍA Akraness i HK.

## Drużyny
| Uczestnicy poprzedniej edycji                                                                                 | Uczestnicy poprzedniej edycji | Uczestnicy poprzedniej edycji | Uczestnicy poprzedniej edycji |
| --- | ----------------------------- | ----------------------------- | ----------------------------- |
| ÞRR | Þróttur Reykjavík             | 3                             |                               |
| HKÓ | HK                            | 4                             |                               |
| LEI | Leiknir                       | 5                             |                               |
| ÞÓR | Þór Akureyri                  | 6                             |                               |
| HAU | Haukar                        | 7                             |                               |
| SEL | Selfoss                       | 8                             |                               |
| FRA | Fram                          | 9                             |                               |
| ÍRE | ÍR                            | 10                            |                               |
| Spadek z Úrvalsdeild                                                                                          |                               |                               |                               |
| VÍO | Víkingur Ólafsvík             | 11                            |                               |
| ÍA | Akraness                      | 12                            |                               |
| Awans z 2. deild karla                                                                                        |                               |                               |                               |
| NJA | Njarðvík                      | 1                             |                               |
| MAG | Magni                         | 2                             |                               |
| Oznaczenia: - kolumna pierwsza – skróty nazw drużyn, - kolumna trzecia – miejsce zajęte w poprzednim sezonie. |                               |                               |                               |

## Tabela
| Lp. | Drużyna            | M  | Z  | R | P  | B+ | B- | +/– | Pkt | Awans lub spadek         |
| --- | ------------------ | -- | -- | - | -- | -- | -- | --- | --- | ------------------------ |
| 1   | ÍA Akraness (M, A) | 22 | 14 | 6 | 2  | 42 | 16 | +26 | 48  | awans do Úrvalsdeild     |
| 2   | HK (A)             | 22 | 14 | 6 | 2  | 38 | 13 | +25 | 48  | awans do Úrvalsdeild     |
| 3   | Þór Akureyri       | 22 | 13 | 4 | 5  | 46 | 37 | +9  | 43  |                          |
| 4   | Víkingur Ólafsvík  | 22 | 12 | 6 | 4  | 38 | 22 | +16 | 42  |                          |
| 5   | Þróttur Reykjavík  | 22 | 11 | 3 | 8  | 52 | 40 | +12 | 36  |                          |
| 6   | Njarðvík           | 22 | 7  | 6 | 9  | 24 | 34 | −10 | 27  |                          |
| 7   | Leiknir Reykjavík  | 22 | 7  | 4 | 11 | 23 | 29 | −6  | 25  |                          |
| 8   | Haukar             | 22 | 7  | 4 | 11 | 33 | 45 | −12 | 25  |                          |
| 9   | Fram Reykjavík     | 22 | 6  | 6 | 10 | 37 | 38 | −1  | 24  |                          |
| 10  | Magni Grenivík     | 22 | 6  | 1 | 15 | 27 | 48 | −21 | 19  |                          |
| 11  | ÍR Reykjavík (S)   | 22 | 5  | 3 | 14 | 23 | 48 | −25 | 18  | spadek do 2. deild karla |
| 12  | Selfoss (S)        | 22 | 4  | 3 | 15 | 35 | 48 | −13 | 15  | spadek do 2. deild karla |

## Wyniki
| Gospodarz \ Gość  | FRA | HAU | HK  | ÍA  | ÍR  | LER | MAG | NJA | SEL | VÍO | ÞÓR | ÞRÓ |
| ----------------- | --- | --- | --- | --- | --- | --- | --- | --- | --- | --- | --- | --- |
| Fram Reykjavík    |     | 3–1 | 1–4 | 0–1 | 1–2 | 3–0 | 3–1 | 0–0 | 2–2 | 1–2 | 3–3 | 2–2 |
| Haukar            | 2–1 |     | 2–0 | 1–3 | 1–1 | 0–2 | 3–1 | 1–2 | 5–3 | 0–1 | 2–2 | 2–5 |
| HK                | 1–0 | 3–0 |     | 0–0 | 3–0 | 2–1 | 3–0 | 1–0 | 3–1 | 1–1 | 4–1 | 0–1 |
| ÍA Akraness       | 2–0 | 3–1 | 0–0 |     | 3–0 | 1–0 | 5–0 | 2–2 | 2–0 | 1–1 | 5–0 | 1–1 |
| ÍR Reykjavík      | 2–3 | 0–4 | 1–1 | 0–2 |     | 1–0 | 2–3 | 1–2 | 3–2 | 0–2 | 0–1 | 1–3 |
| Leiknir Reykjavík | 2–2 | 0–0 | 0–2 | 0–0 | 3–1 |     | 3–1 | 2–3 | 1–1 | 1–2 | 0–1 | 2–1 |
| Magni Grenivík    | 2–1 | 2–1 | 0–1 | 2–3 | 0–1 | 0–1 |     | 2–0 | 3–1 | 1–0 | 1–2 | 1–4 |
| Njarðvík          | 2–2 | 1–2 | 0–2 | 1–2 | 1–1 | 1–0 | 2–1 |     | 2–1 | 1–1 | 0–1 | 1–1 |
| Selfoss           | 1–3 | 5–0 | 1–2 | 1–3 | 0–2 | 1–2 | 2–1 | 4–1 |     | 2–1 | 3–5 | 0–1 |
| Víkingur Ólafsvík | 2–1 | 2–2 | 0–0 | 2–1 | 2–1 | 3–0 | 4–1 | 1–2 | 1–1 |     | 2–0 | 3–4 |
| Þór Akureyri      | 3–2 | 4–1 | 2–2 | 0–1 | 5–2 | 3–1 | 1–1 | 3–0 | 2–1 | 0–2 |     | 3–1 |
| Þróttur Reykjavík | 1–3 | 1–2 | 1–3 | 4–1 | 6–1 | 0–2 | 5–3 | 3–0 | 3–2 | 1–3 | 3–4 |     |

## Najlepsi strzelcy
| Bramki | Strzelcy                | Drużyna           |
| ------ | ----------------------- | ----------------- |
| 22     | Viktor Jónsson          | Þróttur Reykjavík |
| 18     | Guðmundur Magnússon     | Fram Reykjavík    |
| 16     | Álvaro Calleja          | Þór Akureyri      |
| 11     | Kwame Quee              | Víkingur Ólafsvík |
| 10     | Brynjar Jónasson        | HK                |
| 10     | Sólon Breki Leifsson    | Leiknir Reykjavík |
| 10     | Gonzalo Zamorano        | Víkingur Ólafsvík |
| 10     | Stefán Teitur Þórðarson | ÍA Akraness       |

Źródło: 